# Bjurtjärnen (Nordmalings socken, Ångermanland)
Bjurtjärnen är en sjö i Nordmalings kommun i Ångermanland och ingår i Öreälven-Leduåns kustområde.